# Museo de Iznik
El Museo de Iznik (en turco Iznik Müzesi) es uno de los museos arqueológicos de Turquía. Está ubicado en la ciudad de Iznik, que está situada en la provincia de Bursa y en la Antigüedad tenía el nombre de Nicea. 

## Edificios
La sede original del museo es un edificio de finales del siglo XIV que inicialmente tuvo una función de imaret. Se construyó en honor de la madre del sultán Murad I, Nilüfer Hatun. Tiene planta en forma de «T» invertida. Se trata de un edificio en el que destacan el pórtico, las cúpulas, la linterna y los ricos colores de las piedras y ladrillos, que le hacen ser considerado como un bello ejemplo de arquitectura otomana. Este edificio fue inaugurado como museo en 1960.
Al edificio histórico se une un nuevo edificio que fue construido a partir de 2020, inaugurado en 2023. El nuevo edificio es el que alberga las piezas arqueológicas mientras el antiguo expone las obras de arte turco-islámicas.

## Colecciones
Este museo contiene una colección de objetos arqueológicos de Iznik y sus alrededores que pertenecen a periodos que abarcan desde la prehistoria hasta el periodo otomano. Entre ellos destacan los procedentes de las excavaciones del montículo de Ilıpınar, del teatro romano y de los hornos de azulejos. Algunas piezas singulares son un juego de mesa de mármol de época romana, el denominado «sarcófago de Aquiles», decorado con escenas mitológicas de la guerra de Troya, el «sarcófago de Antígono», general de Alejandro Magno, donde está representada su esposa lamentándose y el «sarcófago de Eros-Niké».
|                                                             |
| Algunas de las piezas procedentes del montículo de Ilıpınar |

|                                       |
| El sarcófago de Aquiles, del siglo II |

|                          |
| El sarcófago de Antígono |

|                                         |
| El sarcófago de Niké-Eros, del siglo II |

|                                                              |
| Réplica de la cámara funeraria de Hespekli, del siglo IV o V |